# Андрес Нарварте
Андрес Нарварте (ісп. Andres Narvarte; 1781 — 31 березня 1853) — фактичний президент Венесуели у 1835 та 1836—1837 роках.

## Біографія
Правник і політик, син Хоакіна Нарварте-і-Дескар'ї та Марії Хосефи Піментель-і-де ла Моти, народився в Ла-Гуайрі 1781 року. Займав пост віцепрезидента республіки та президента Венесуели (1835, 1836 і 1842). Здобув докторський ступінь з цивільного права в Університеті Каракаса (9 грудня 1804). 1810 року брав участь у русі за емансипацію в країні. З 1813 до 1814 року був губернатором провінції Трухільйо. Коли впала Друга республіка, він виїхав до Сент-Томаса. Дата його повернення на батьківщину не відома, проте в березні 1819 року він перебував у Хуан-Грієго, а 1822 став інтендантом Венесуели. 1830 року його було призначено представником Каракаса на Конституційному конгресі Венесуели.
1831 року він став ректором власного Alma Mater.
1832 року Нарварте зайняв пост міністра внутрішніх справ та юстиції. У 1833–1837 роках обіймав посаду віцепрезидента країни, а також виконував обов'язки президента Венесуели 1835 року. Коли в липні того ж року спалахнула Реформістська революція, Нарварте разом із президентом Хосе Марія Варгасом вирушили у вигнання до Сент-Томаса. Обидва повернулись на батьківщину за кілька місяців. 24 квітня 1836 року очолив першу магістратуру Венесуели, цього разу у зв'язку з відставкою Хосе Марії Варгаса.
Хосе Марія Карреньйо замінив Нарварте на цьому посту 20 січня 1837 року. 1842 року був призначений заступником голови уряду. У травні того ж року він знову очолив Республіку на час відсутності президента Хосе Антоніо Паеса. Проте за настільки короткий період Нарварте встиг видати дві важливі постанови: запровадження податку на виготовлення алкогольних напоїв, а також виділення 160,000 песо на розвиток транспортної інфраструктури.
1848 року Нарварте пішов з політики. Він помер у Каракасі 31 березня 1853 року.